# Abdullahi Ahmed An-Na'im
Abdullahi Ahmed An-Na'im (Soedan, 1950) is een autoriteit op het gebied van islamitisch recht en islamitische theologie. Hij heeft zich gespecialiseerd in de complementaire (aanvullende) relatie tussen religie, mensenrechten en secularisme. Volgens An-Na'im kan religie een belangrijke rol spelen bij het bevorderen van internationale rechtvaardigheid. Hij is ook actief op het gebied van de mensenrechten.
In navolging van zijn leermeester Mahmoud Mohamed Taha bepleit An-Na'im het opschorten van bepaalde wetgevende Koranverzen die in Medina werden geopenbaard. Zij menen dat de Mekkaanse verzen universele waarden bevatten die in overeenstemming zijn met de Universele Verklaring van de Rechten van de Mens maar dat de Medinische verzen die later werden geopenbaard, restrictiever waren en concessies bevatten om binnen de mogelijkheden van die tijd een progressieve maar toch werkbare samenleving in te richten. Nu de tijden en opvattingen over rechtvaardigheid zijn veranderd, zouden die tijdgebonden restrictieve bepalingen moeten worden opgeschort ten gunste van de meer universele, tijdloze gelijkheids- en rechtvaardigheidsprincipes uit de Mekkaanse openbaringsperiode.
Taha werd in 1985 in Soedan geëxecuteerd vanwege zijn 'afvallige' denkbeelden. In datzelfde jaar vluchtte An-Na'im naar de Verenigde Staten. An-Na'im is als professor in de rechten ('Professor in Law') verbonden aan de School of Law van de Emory University (Atlanta).
Op 2 februari 2009 ontving hij een gemeenschappelijk eredoctoraat van de Katholieke Universiteit Leuven en de Université catholique de Louvain.

## Publicaties
- Toward an Islamic Reformation: Civil Liberties, Human Rights and International Law, Syracuse University Press, 1990, ISBN 0-8156-2706-8
- "Koran, Sharia en mensenrechten: fundamenten, gebreken en perspectieven", in: Concilium, internationaal tijdschrift voor theologie, 26/2 (1990), pp. 58–64
- "The Legal Protection of Human Rights in Africa: How to Do more with Less", in Austin Sarat and Thomas R. Kearns, editors, Human Rights: Concepts, Contests, Contingencies, Michigan University Press, 2001
- "Human Rights", in Judith R. Blau, editor, The Blackwell Companion to Sociology, Blackwell Publishers, 2001